# Monica Iagăr
Monica Iagăr (Hungría, 1 de abril de 1973), también llamada Monica Dinescu, es una atleta rumana de origen húngaro retirada especializada en la prueba de salto de altura, en la que ha conseguido ser campeona europea en 1998.

## Carrera deportiva
En el Campeonato Europeo de Atletismo de 1998 ganó la medalla de oro en el salto de altura, con un salto por encima de 1.97 metros, superando a la polaca Donata Jancewicz y a la alemana Alina Astafei (ambas finalizando con un salto de 1.95 metros).